# Coupe d'Italie de football 1960-1961
Navigation
Coupe d'Italie 1959-1960 Coupe d'Italie 1961-1962
La Coupe d'Italie de football 1960-1961, est la 14e édition de la Coupe d'Italie.

## Déroulement de la compétition

### Participants

#### Serie A (D1)
Les 18 clubs de Serie A sont engagés en Coupe d'Italie.

#### Serie B (D2)
Les 20 clubs de Serie B sont engagés en Coupe d'Italie.

## Résultats

### Premier tour
| Division     | Club              | Score               | Club                       | Division     |
| ------------ | ----------------- | ------------------- | -------------------------- | ------------ |
| Serie B (D2) | US Triestina      | 1 - 0               | AC Venise                  | Serie B (D2) |
| Serie B (D2) | AC Hellas Vérone  | 1 - 2               | AC Marzotto                | Serie B (D2) |
| Serie B (D2) | Alexandrie US     | 5 - 0               | AC Novare                  | Serie B (D2) |
| Serie B (D2) | AC Côme           | 0 - 0 a.p., 5-2 tab | Pro Patria et Libertate SC | Serie B (D2) |
| Serie B (D2) | AC Brescia        | 3 - 1               | AC Ozo Mantoue             | Serie B (D2) |
| Serie B (D2) | Parme AS          | 2 - 1               | AS Simmenthal-Monza        | Serie B (D2) |
| Serie B (D2) | SS Sambenedettese | 2 - 1               | AC Reggiana                | Serie B (D2) |
| Serie B (D2) | Genoa CFC         | 1 - 2               | AC Prato                   | Serie B (D2) |
| Serie B (D2) | US Catanzaro      | 0 - 1               | US Foggia & Incedit        | Serie B (D2) |
| Serie B (D2) | ACR Messine       | 2 - 0               | US Palerme                 | Serie B (D2) |

### Deuxième tour
| Division     | Club          | Score              | Club                 | Division     |
| ------------ | ------------- | ------------------ | -------------------- | ------------ |
| Serie A (D1) | AC Udinese    | 0 - 1              | US Triestina         | Serie B (D2) |
| Serie A (D1) | AC Padoue     | 3 - 0              | AC Marzotto          | Serie B (D2) |
| Serie B (D2) | Alexandrie US | 3 - 5              | AC Milan             | Serie A (D1) |
| Serie B (D2) | AC Côme       | 3 - 2              | Atalanta BC          | Serie A (D1) |
| Serie B (D2) | AC Brescia    | 5 - 4 a.p.         | AC Lanerossi Vicence | Serie A (D1) |
| Serie B (D2) | Parme AS      | 1 - 3              | FC Internazionale    | Serie A (D1) |
| Serie A (D1) | SPAL          | 1 - 2              | SS Sambenedettese    | Serie B (D2) |
| Serie A (D1) | UC Sampdoria  | 3 - 3 a.p. 7-6 tab | AC Prato             | Serie B (D2) |
| Serie A (D1) | AS Bari       | 3 - 1              | US Foggia & Incedit  | Serie B (D2) |
| Serie A (D1) | CC Catane     | 1 - 2              | ACR Messine          | Serie B (D2) |
| Serie A (D1) | Bologne FC    | 4 - 2 a.p.         | AC Lecco             | Serie A (D1) |
| Serie A (D1) | AC Naples     | 1 - 2 a.p.         | AS Rome              | Serie A (D1) |

### Huitièmes de finale
| Division     | Club              | Score      | Club          | Division     |
| ------------ | ----------------- | ---------- | ------------- | ------------ |
| Serie B (D2) | SS Sambenedettese | 1 - 4      | Juventus FC   | Serie A (D1) |
| Serie B (D2) | ACR Messine       | 0 - 2      | AC Fiorentina | Serie A (D1) |
| Serie A (D1) | AC Torino         | 2 - 1      | AC Milan      | Serie A (D1) |
| Serie A (D1) | AS Bari           | 1 - 2 a.p. | UC Sampdoria  | Serie A (D1) |
| Serie A (D1) | AS Rome           | 3 - 0      | Bologne FC    | Serie A (D1) |
| Serie A (D1) | FC Internazionale | 7 - 1      | AC Brescia    | Serie B (D2) |
| Serie A (D1) | SS Lazio          | 4 - 0      | AC Côme       | Serie B (D2) |
| Serie A (D1) | AC Padoue         | 1 - 0      | US Triestina  | Serie B (D2) |

### Quarts de finale
| Division     | Club              | Score | Club          | Division     |
| ------------ | ----------------- | ----- | ------------- | ------------ |
| Serie A (D1) | FC Internazionale | 0 - 1 | SS Lazio      | Serie A (D1) |
| Serie A (D1) | AC Padoue         | 0 - 1 | AC Torino     | Serie A (D1) |
| Serie A (D1) | UC Sampdoria      | 0 - 2 | Juventus FC   | Serie A (D1) |
| Serie A (D1) | AS Rome           | 4 - 6 | AC Fiorentina | Serie A (D1) |

### Demi-finales
| Division     | Club          | Score               | Club        | Division     |
| ------------ | ------------- | ------------------- | ----------- | ------------ |
| Serie A (D1) | AC Fiorentina | 3 - 1               | Juventus FC | Serie A (D1) |
| Serie A (D1) | SS Lazio      | 1 - 1 a.p., 6-5 tab | AC Torino   | Serie A (D1) |

### Match pour la3eplace
| Division     | Club        | Score               | Club      | Division     |
| ------------ | ----------- | ------------------- | --------- | ------------ |
| Serie A (D1) | Juventus FC | 2 - 2 a.p., 5-4 tab | AC Torino | Serie A (D1) |

### Finale
| Division     | Club          | Score | Club     | Division     |
| ------------ | ------------- | ----- | -------- | ------------ |
| Serie A (D1) | AC Fiorentina | 2 - 0 | SS Lazio | Serie A (D1) |